# Сухая Аморда
Сухая Аморда — река в России, протекает по Ромодановскому району Мордовии, правый приток Аморды. Длина реки составляет 16 км, площадь водосборного бассейна — 133 км².
Высота устья — 113,7 м над уровнем моря.
Исток реки на восточных окраинах Болтинского леса. Течёт на юго-запад, протекает деревни Болтино и Сабаново. Впадает в Аморду у села Кочуново. Устье реки находится в 9,5 км от устья Аморды.

## Данные водного реестра
По данным государственного водного реестра России относится к Верхневолжскому бассейновому округу, водохозяйственный участок реки — Алатырь от истока и до устья, речной подбассейн реки — Сура. Речной бассейн реки — (Верхняя) Волга до Куйбышевского водохранилища (без бассейна Оки).
Код объекта в государственном водном реестре — 08010500212110000038505.